# Kammertürke

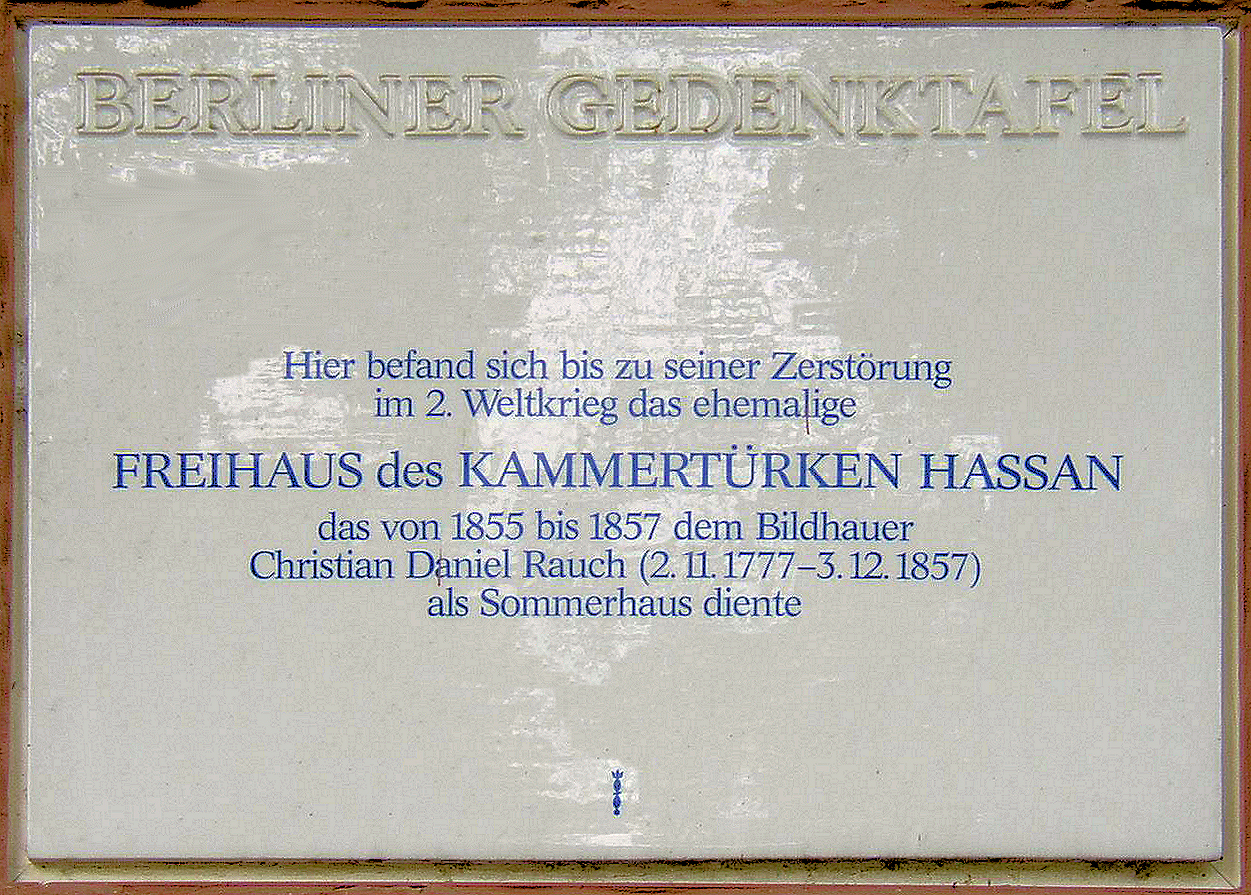
Berliner Gedenktafel am Haus, Schloßstraße 6, in Berlin-Charlottenburg

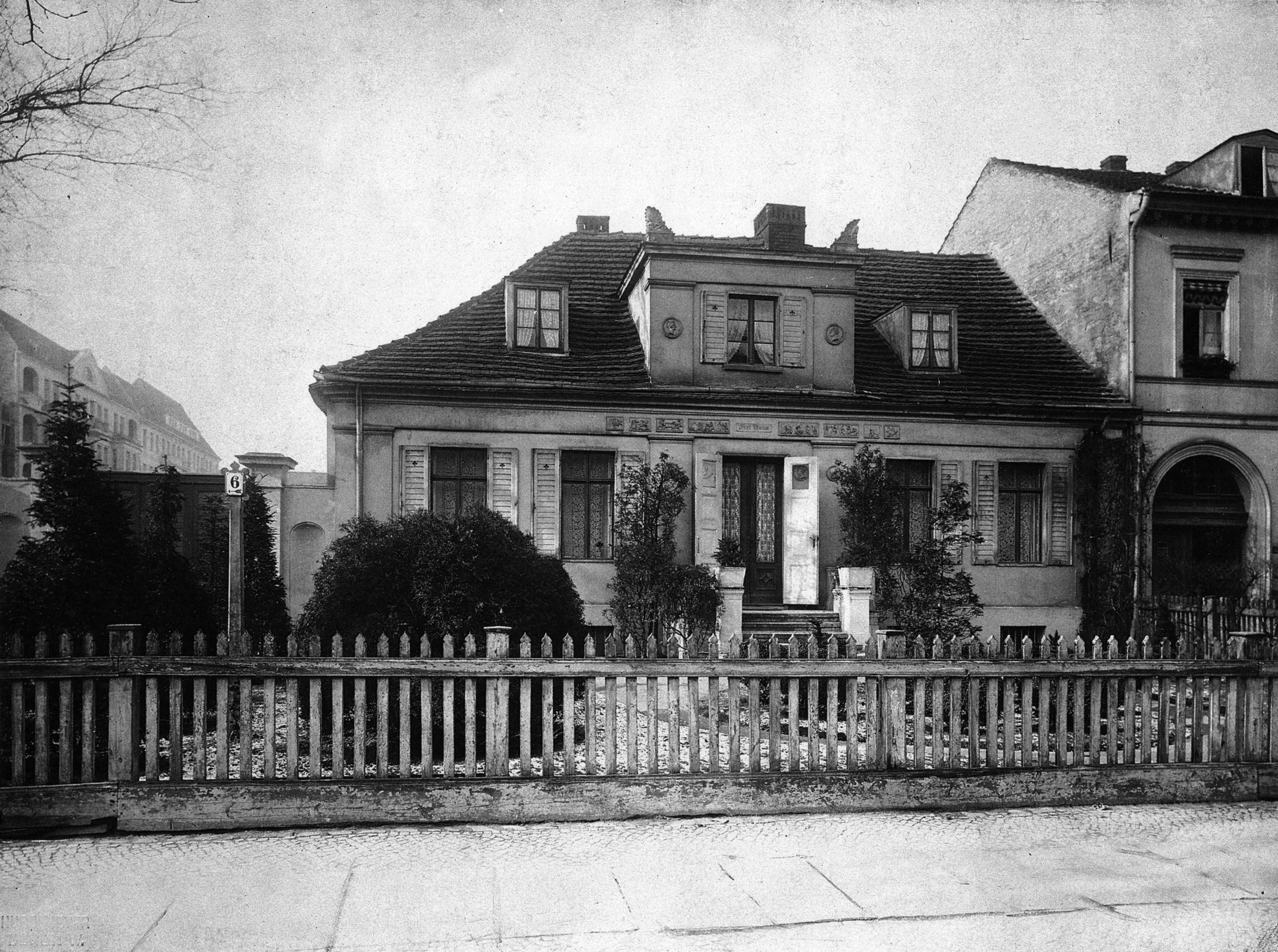
Haus des Kammertürken Hassan

Ein Kammertürke war zum Ende des 17. Jahrhunderts und im 18. Jahrhundert ein persönlicher Diener am Hof für eine Person, die dem höheren Adelsstand angehörte.
Die Bezeichnung wurde unter Friedrich III. von Brandenburg eingeführt, der für seine zweite Frau, Sophie Charlotte, zwei Türken aus der siegreichen Schlacht bei Ofen – dem heutigen Budapest – im Zuge des Großen Türkenkriegs gegen das Osmanische Reich im Jahre 1686 als Leibdiener verpflichtete, nachdem diese zum Christentum konvertiert waren.
Später wurden diese beiden nun im Schloss Charlottenburg tätigen Kammertürken – Friedrich Wilhelm Hassan und Friedrich Aly – in der neu gegründeten Stadt Charlottenburg zu Freihäuslern.